# Аинска религија
Аинска религија је религија Aина, староседелаца Јапана који насељавају острво Хокаидо. По њиховом веровању божанства су присутна у свим појавама и објектима.

## Политеизам
Аини верују у безброј божанстава. Од три природне религије (политеизам, пантеизам и теизам) прва је најприроднија и вероватно из тог разлога политеизам се углавном може наћи код примитивних народа. Међутим, и Јапанци, који одавно имају напредну цивилизацију, нису сасвим напустили политеистичка верска уверења. Они нису сасвим прихватили чист будизам и не живе живот побожног верника, али њихова домаћа религија – шинтоизам говори о „осам милиона богова“, што говори да Јапанци још увек нису превазишли политеистички стадијум.

## Обичаји
Иако Аини немају храмове и свештенике, доста пажње посвећују религиозним питањима. Немају посебно време за верске церемоније, нема породичних молитви, непозната им је света недеља и немају посебних празника. Њихова велика верска церемонија одржава се приликом медвеђе гозбе, при усељењу у нову кућу и приликом нечије смрти и сахране.
Према Аинској вери, када се моли Богу неопходно је окренути се према истоку, осим када се моли богињи ватре. Отуда је обичај да се колиба гради тако да гледа на исток.

## Божанства
Аини нису ни у ком случају Пантеисти који верују да је Бог све, да су све ствари, материјалне и духовне, потекле од Њега и на крају се враћају Њему. Они за сваки феномен у природи виде посебно божанство. Сваки појединачни облик живота гледају као да је за себе савршен, као да је довршена појединачна целина, иако је свака жива јединица зависна од силе изван и изнад ње. Они свој живот сматрају одвојеним од живота Бога. С друге стране, сматрају да земаљска континуираност тог живота зависи од воље Бога. Стога се надају да ће по смрти свога тела, живети миран лични живот.
Аини немају једног апсолутног Господа свега. Они богу приписују и добар и лош карактер. Постоји много разних богова као што су: добри и лоши, мушки и женски, они које треба волети и обожавати, они које треба мрзети и избегавати. Постоје богови рата и мира, сунца, месеца, звезда, планина, река, долина, кише, грмљавине, животиња, биљака, града, села. То значи да постоје богови за сваки појам из природе и сваки други замишљени појам или предмет. Ови богови углавном чувају људе и обезбеђују им храну.
Па ипак, Аини верују да је изнад свих ових богова Један Бог, Творац свих осталих који њему одговарају, јер су они Његове слуге и заменици. По њиховом мишљењу то је исто као што владари управљају државама, а њихови бројни званичници у разним ресорима.

## Симбол добра и зла
Аински термин за Бога је камуи, а вероватно долази из истог корена као и јапанска реч ками. У древна времена јапански облик речи је био каму која је још ближа аинској речи камуи. Зато је могуће да је јапанска реч за божанство изворно аинска реч.
Данас се реч камуи користи у проширеном значењу. Значења зависе од тога са којом се речи употребљава и у зависности од тога за који предмет се користи. Тако ће Аини рећи: за велике планине – „божје планине“, за јаке ветрове – „божји ветрови“, за прелепи цвет– „божји цвет“, а за неко лепо лице – „божје лице“ итд. Али како и ђаво, тешке болести и још много лоших ствари имају термин камуи, у том случају не можемо користити нашу реч за бога. У том случају прикладнија је грчка реч демон.
Може се закључити да када се реч камуи примени на добре предмете, тиме се изражава квалитет, милосрђе, узвишеност. Када се примени за зле богове, означава оне којих се највише треба плашити и ужасавати. Када се примени на ђавола, змије и тешке болести, означава оно што је најомраженије, гнусно и одбојно. Када се користи за особу, често је само учтива титула.
С обзиром да Аини термин за бога користе за разне ствари, најузвишеније и најниже, за богове и ђаволе, дух и материју, животиње и људе, у њиховој религији је доста сујеверја. То што је демонологија помешана са теологијом, лоше помешано са добрим, говори да су неке аинске идеје које се тичу Бога и религије пуне опречности.

## Сажет приказ аинских уверења
Сагледавањем верских убеђења и сујеверја код Аина, може се закључити да:
- Верују у једног врховног Бога, Творца свих светова и места, који поседује небо. Њега зову Коган кара камуи, Мошири кара камуи, Кандо кара камуи.
- Верују у постојање бројних нижих божанстава која су потчињена овом једном Творцу.
- Верују у постојање много злих, као и добрих богова.
- Верују да је Аиоина камуи њихов предак, човек који је постао божански и који брине о Аину народу.
- Верују да постоје демони, од којих је главни ђаво, који се зове Нитне Камуи.
- Верују да су душе људи и животиња бесмртне.
- Верују да душе угинулих животиња чувају људе.
- Верују да духови преминулих старих жена имају велику моћ да повреде и да се појављују као демони у природи.
- Верују да постоје три неба: узвишено, звездано и магловито, а да испод њих постоји шест светова.[2]

## Инао – верски симболи
Инао су штапови од врбовог дрвета са остављеним усецима коре у врху. Они служе као свете понуде боговима, а показују веру и преданост приносиоца. Када се поставе појединачно називају се инао, а када се постави неколико њих заједно, називају се нуса. Има их више врста, у зависности од тога којим боговима су намењени и у које сврхе, а користе се за разне намене у колиби и испред ње, при одласку у лов и риболов итд.

Сваки Аину најмање једном годишње треба да направи кућни инао, обично током зиме. Неко прави и за ванредне прилике, за разне гозбе или поводом неких  успеха.
- Инао штапови
- Аини